# Bayeux (quận)
Quận Bayeux là một quận của Pháp, nằm ở tỉnh Calvados, ở vùng Normandie. Quận này có 6 tổng và 126 xã.

## Các đơn vị hành chính

### Các tổng
Các tổng của quận Bayeux là: 
1. Balleroy
2. Bayeux
3. Caumont-l'Éventé
4. Isigny-sur-Mer
5. Ryes
6. Trévières

### Các xã
Các xã của quận Bayeux, và mã INSEE là: 
| 1. Agy (14003)                          | 2. Aignerville (14004)                | 3. Anctoville (14011)               |
| 4. Arganchy (14019)                     | 5. Arromanches-les-Bains (14021)      | 6. Asnelles (14022)                 |
| 7. Asnières-en-Bessin (14023)           | 8. Balleroy (14035)                   | 9. Banville (14038)                 |
| 10. Barbeville (14040)                  | 11. Bayeux (14047)                    | 12. Bazenville (14049)              |
| 13. La Bazoque (14050)                  | 14. Bernesq (14063)                   | 15. Blay (14078)                    |
| 16. Le Breuil-en-Bessin (14103)         | 17. Bricqueville (14107)              | 18. Bucéels (14111)                 |
| 19. Cahagnolles (14121)                 | 20. La Cambe (14124)                  | 21. Campigny (14130)                |
| 22. Canchy (14132)                      | 23. Cardonville (14136)               | 24. Cartigny-l'Épinay (14138)       |
| 25. Castillon (14140)                   | 26. Castilly (14142)                  | 27. Caumont-l'Éventé (14143)        |
| 28. Chouain (14159)                     | 29. Colleville-sur-Mer (14165)        | 30. Colombières (14168)             |
| 31. Colombiers-sur-Seulles (14169)      | 32. Commes (14172)                    | 33. Condé-sur-Seulles (14175)       |
| 34. Cormolain (14182)                   | 35. Cottun (14184)                    | 36. Crépon (14196)                  |
| 37. Cricqueville-en-Bessin (14204)      | 38. Crouay (14209)                    | 39. Cussy (14214)                   |
| 40. Deux-Jumeaux (14224)                | 41. Écrammeville (14235)              | 42. Ellon (14236)                   |
| 43. Englesqueville-la-Percée (14239)    | 44. Esquay-sur-Seulles (14250)        | 45. Étréham (14256)                 |
| 46. La Folie (14272)                    | 47. Formigny (14281)                  | 48. Foulognes (14282)               |
| 49. Géfosse-Fontenay (14298)            | 50. Grandcamp-Maisy (14312)           | 51. Graye-sur-Mer (14318)           |
| 52. Guéron (14322)                      | 53. Hottot-les-Bagues (14336)         | 54. Isigny-sur-Mer (14342)          |
| 55. Juaye-Mondaye (14346)               | 56. La Lande-sur-Drôme (14350)        | 57. Lingèvres (14364)               |
| 58. Lison (14367)                       | 59. Litteau (14369)                   | 60. Livry (14372)                   |
| 61. Longraye (14376)                    | 62. Longues-sur-Mer (14377)           | 63. Longueville (14378)             |
| 64. Louvières (14382)                   | 65. Magny-en-Bessin (14385)           | 66. Maisons (14391)                 |
| 67. Mandeville-en-Bessin (14397)        | 68. Le Manoir (14400)                 | 69. Manvieux (14401)                |
| 70. Meuvaines (14430)                   | 71. Le Molay-Littry (14370)           | 72. Monceaux-en-Bessin (14436)      |
| 73. Monfréville (14439)                 | 74. Montfiquet (14445)                | 75. Mosles (14453)                  |
| 76. Neuilly-la-Forêt (14462)            | 77. Nonant (14465)                    | 78. Noron-la-Poterie (14468)        |
| 79. Osmanville (14480)                  | 80. Les Oubeaux (14481)               | 81. Planquery (14506)               |
| 82. Port-en-Bessin-Huppain (14515)      | 83. Ranchy (14529)                    | 84. Rubercy (14547)                 |
| 85. Russy (14551)                       | 86. Ryes (14552)                      | 87. Saint-Côme-de-Fresné (14565)    |
| 88. Saint-Germain-d'Ectot (14581)       | 89. Saint-Germain-du-Pert (14586)     | 90. Saint-Laurent-sur-Mer (14605)   |
| 91. Saint-Loup-Hors (14609)             | 92. Saint-Marcouf (14613)             | 93. Saint-Martin-de-Blagny (14622)  |
| 94. Saint-Martin-des-Entrées (14630)    | 95. Saint-Paul-du-Vernay (14643)      | 96. Saint-Pierre-du-Mont (14652)    |
| 97. Saint-Vigor-le-Grand (14663)        | 98. Sainte-Croix-sur-Mer (14569)      | 99. Sainte-Honorine-de-Ducy (14590) |
| 100. Sainte-Honorine-des-Pertes (14591) | 101. Sainte-Marguerite-d'Elle (14614) | 102. Sallen (14664)                 |
| 103. Saon (14667)                       | 104. Saonnet (14668)                  | 105. Sept-Vents (14672)             |
| 106. Sommervieu (14676)                 | 107. Subles (14679)                   | 108. Sully (14680)                  |
| 109. Surrain (14681)                    | 110. Tierceville (14690)              | 111. Torteval-Quesnay (14695)       |
| 112. Tour-en-Bessin (14700)             | 113. Tournières (14705)               | 114. Tracy-sur-Mer (14709)          |
| 115. Trévières (14711)                  | 116. Le Tronquay (14714)              | 117. Trungy (14716)                 |
| 118. La Vacquerie (14722)               | 119. Vaubadon (14727)                 | 120. Vaucelles (14728)              |
| 121. Vaux-sur-Aure (14732)              | 122. Ver-sur-Mer (14739)              | 123. Vienne-en-Bessin (14744)       |
| 124. Vierville-sur-Mer (14745)          | 125. Villiers-le-Sec (14757)          | 126. Vouilly (14763)                |